# Turbay T-3
Turbay T-3 – prototyp argentyńskiego samolotu wielozadaniowego.

## Historia
Wstępny projekt samolotu został opracowany przez inż. Alfredo Turbaya pod koniec lat 50. XX w. Budową prototypu, oznaczonego jako Turbay T-3A, zajęło się założone przez niego w 1961 r. przedsiębiorstwo Turbay S.A. Oblotu konstrukcji dokonano 8 grudnia 1964 r. Doświadczenia z badań w locie wykorzystano do opracowania wersji seryjnej, której nadano oznaczenie Turbay T-3B. Planowano zastosowanie w niej m.in. silniejszych silników. Opracowano również koncepcję wykorzystania maszyny jako samolotu rolniczego, zdolnego do nawożenia pól z powietrza. Na etapie koncepcji powstały założenia do wersji rozwojowej oznaczonej jako Turbay T-4 z silnikami turbośmigłowymi i wydłużonym kadłubie. Ostatecznie maszyna nie została wdrożona do produkcji.

## Konstrukcja
Dwusilnikowy samolot pasażerski w układzie dolnopłatu o konstrukcji metalowej. Kadłub o przekroju kołowym i konstrukcji półskorupowej. W przedniej części znajduje się kabina pilota a za nią kabina pasażerska z sześcioma miejscami. Usterzenie klasyczne ze statecznik poziomy przestawny z klapkami wyważającymi. Płat o obrysie trapezowym, profilu NACA-23024 przechodzącym w końcówce w NACA-4412. Wyposażone w lotki typu Friese i klapy Flowera. W skrzydle umieszczono też zbiorniki paliwa, w wersji rolniczej planowano umieścić tam dodatkowe zbiorniki na chemikalia o pojemności 800 litrów. W wersji T-3B planowano dodanie dodatkowych zbiorników na końcach płata. Podwozie trójkołowe z kółkiem przednim, chowane w locie. Wyposażone w amortyzatory olejowo-pneumatyczne, wyposażone w hamulce tarczowe. W prototypie zainstalowano silniki Lycoming 0360-A1D o mocy 180 KM każdy. W wersji T-3B planowano zastosować silniki Lycoming lub Continental o mocy 250-350 KM. 